# Temple protestant d'Eymet
Le temple protestant d'Eymet est un édifice religieux situé rue du temple à Eymet, en Dordogne. Il est rattaché à l'Église protestante unie de France.

## Historique
Dès 1535, un membre du Parlement de Bordeaux écrivait à la reine Catherine de Médicis : « Madame, par l'extrait des informations que nous envoyons à Sa Majesté, nous trouvons que Bragerac, Sainte-Foy, Aymet et autres lieux commencent à s'éloigner grandement de la parole de Dieu et de l'Église ».
L'église protestante d'Eymet est organisée en 1560. Un premier temple est construit en 1561.
François de Caumont est baron d'Eymet par son mariage en 1554 avec Philippa de Beaupoil, dame de La Force. Sa famille avait embrassé la religion réformée, comme les Durfort-Duras, probablement vers 1530. La reine Jeanne d'Albret s'est déclarée protestante à la Noël 1560. En 1568, la ville d'Eymet est assiégée et prise par Blaise de Monluc qui punit la population. La ville est reprise par Jeanne d'Albret où elle est rejointe par Armand de Clermont, baron de Piles, et 80 cavaliers. Son fils, Henri IV est le chef du parti protestant.
François de Caumont (1524-1572) et un de ses fils, Armand, qui se sont rendus à Paris pour le mariage d'Henri de Navarre avec Marguerite de Valois sont massacrés le 24 août 1572 pendant la nuit de la Saint- Barthélemy.
À partir de 1580, Henri de Navarre est souvent passé à Eymet pendant les opérations qu'il mène contre les troupes royales. Après sa victoire à Coutras, il est à Eymet en octobre 1587. Le 15 mars 1588, il écrit d'Eymet une longue lettre à sa maîtresse Diane d'Andoins, la belle Corisande, se terminant par : « Je vous envoie mille millions de baisers d'Aymet ».
La liberté de religion est accordée aux protestants par l'édit de Nantes pris par Henri IV en 1598.
Dans sa campagne contre les protestants, le roi Louis XIII passe à Eymet en 1621. Dans un arrêt du parlement de Bordeaux pris en février 1645, note que les pasteurs quittent leur résidence officielle pour aller prêcher dans les justices des catholiques comme Eymet, terre du sieur de Gurson, sans sa permission, malgré la défense insérée dans l'Édit de Nantes.
Eymet accueille le synode provincial des Églises Réformées de Basse-Guyenne en 1651. On évalue à plus de 2 200 le nombre de protestants à Eymet en 1660.
Dans un arrêt du Conseil du roi, pris le 18 juin 1661, il est décidé de détruire le temple d'Eymet qui aurait été établi illégitimement depuis l'édit de Nantes et interdit le culte réformé dans la ville d'Eymet. Le 19 septembre 1671, Louis XIV prend un nouvel arrêté ordonnant la destruction du temple d'Eymet qui avait dû être reconstruit dans un lieu non précisé.
À la fin de 1674 la communauté d'Eymet, privée de temple, va s'unir à celle de La Sauvetat. En mai 1675 se déroule sur les bords du Dropt une préfiguration des dragonnades bien qu'elles ne soient pas encore un moyen pour imposer des conversions.
L'édit de Fontainebleau pris par Louis XIV en 1685 interdit le culte réformé. Campagne de conversion des protestants d'Eymet en 1701.
Des assouplissements des interdictions de 1685 sont accordées par Louis XV. Des assemblées du désert sont organisées près d'Eymet en 1753, 1754 et 1758. Le consistoire est reconstitué à Eymet en 1756. La grange servant d'oratoire est détruite en 1762.
Il faut attendre l'édit de Versailles de 1787 pour que la liberté du culte protestant soit acceptée par Louis XVI. La déclaration des droits de l'homme et du citoyen de 1789 a fait de la liberté de culte un droit.
Une ordonnance impériale de Napoléon Ier, en 1804, autorise les protestants à construire à leurs frais le temple actuel sur l’emplacement de l’ancien. Eymet se trouve dans l'arrondissement de l'église consistoriale de Bergerac. Décret du 23 septembre 1806 indiquant que l'arrêté du préfet de la Dordogne en date du 29 brumaire an XIV, portant que le consistoire de Bergerac est autorisé à faire construire un temple à l'emplacement de l'ancien temple d'Eymet, est autorisé. La commune donne une aide de 600 francs pour la construction. Inauguration du temple d'Eymet en 1808.
Le bicentenaire du temple d'Eymet est célébré le 15 et 16 septembre 2007.